# Charbonnières-les-Bains
Charbonnières-les-Bains és un municipi francès, situat a la metròpoli de Lió i a la regió de Alvèrnia - Roine-Alps. L'any 2007 tenia 4.782 habitants.

## Demografia

### Població
El 2007 la població de fet de Charbonnières-les-Bains era de 4.782 persones. Hi havia 1.896 famílies de les quals 531 eren unipersonals (192 homes vivint sols i 339 dones vivint soles), 630 parelles sense fills, 629 parelles amb fills i 106 famílies monoparentals amb fills.
La població ha evolucionat segons el següent gràfic:
Habitants censats

### Habitatges
El 2007 hi havia 2.064 habitatges, 1.939 eren l'habitatge principal de la família, 31 eren segones residències i 94 estaven desocupats. 1.198 eren cases i 864 eren apartaments. Dels 1.939 habitatges principals, 1.430 estaven ocupats pels seus propietaris, 465 estaven llogats i ocupats pels llogaters i 45 estaven cedits a títol gratuït; 46 tenien una cambra, 162 en tenien dues, 273 en tenien tres, 374 en tenien quatre i 1.084 en tenien cinc o més. 1.685 habitatges disposaven pel capbaix d'una plaça de pàrquing. A 778 habitatges hi havia un automòbil i a 1.038 n'hi havia dos o més.

### Piràmide de població
La piràmide de població per edats i sexe el 2009 era:
| Homes | Edats   | Dones |
| ----- | ------- | ----- |
| 4     | 95 o +  | 0     |
| 4     | 90 a 94 | 4     |
| 16    | 85 a 89 | 32    |
| 40    | 80 a 84 | 12    |
| 52    | 75 a 79 | 64    |
| 76    | 70 a 74 | 152   |
| 116   | 65 a 69 | 132   |
| 132   | 60 a 64 | 128   |
| 168   | 55 a 59 | 160   |
| 160   | 50 a 54 | 192   |
| 144   | 45 a 49 | 168   |
| 120   | 40 a 44 | 128   |
| 108   | 35 a 39 | 144   |
| 132   | 30 a 34 | 132   |
| 120   | 25 a 29 | 116   |
| 137   | 20 a 24 | 120   |
| 164   | 15 a 19 | 140   |
| 152   | 10 a 14 | 132   |
| 148   | 5 a 9   | 188   |
| 84    | 0 a 4   | 120   |

## Economia
El 2007 la població en edat de treballar era de 2.942 persones, 1.985 eren actives i 957 eren inactives. De les 1.985 persones actives 1.859 estaven ocupades (973 homes i 886 dones) i 126 estaven aturades (57 homes i 69 dones). De les 957 persones inactives 244 estaven jubilades, 465 estaven estudiant i 248 estaven classificades com a «altres inactius».

### Ingressos
El 2009 a Charbonnières-les-Bains hi havia 1.908 unitats fiscals que integraven 4.879,5 persones, la mediana anual d'ingressos fiscals per persona era de 31.641 €.

### Activitats econòmiques
Dels 353 establiments que hi havia el 2007, 3 eren d'empreses alimentàries, 2 d'empreses de fabricació de material elèctric, 10 d'empreses de fabricació d'altres productes industrials, 20 d'empreses de construcció, 80 d'empreses de comerç i reparació d'automòbils, 8 d'empreses de transport, 14 d'empreses d'hostatgeria i restauració, 13 d'empreses d'informació i comunicació, 37 d'empreses financeres, 16 d'empreses immobiliàries, 98 d'empreses de serveis, 38 d'entitats de l'administració pública i 14 d'empreses classificades com a «altres activitats de serveis».
Dels 53 establiments de servei als particulars que hi havia el 2009, 1 era una oficina d'administració d'Hisenda pública, 1 oficina de correu, 4 oficines bancàries, 3 tallers de reparació d'automòbils i de material agrícola, 1 autoescola, 1 paleta, 6 guixaires pintors, 3 fusteries, 4 lampisteries, 4 electricistes, 4 perruqueries, 2 veterinaris, 5 restaurants, 11 agències immobiliàries, 1 tintoreria i 2 salons de bellesa.
Dels 21 establiments comercials que hi havia el 2009, 2 eren botigues de més de 120 m², 1 una botiga de menys de 120 m², 3 fleques, 2 carnisseries, 1 una peixateria, 2 llibreries, 4 botigues de roba, 1 una botiga d'equipament de la llar, 1 una botiga de mobles, 1 una botiga de material de revestiment de parets i terra, 2 perfumeries i 1 una floristeria.

## Equipaments sanitaris i escolars
Els 2 equipaments sanitaris que hi havia el 2009 eren farmàcies.
El 2009 hi havia 1 escola maternal i 1 escola elemental. Charbonnières-les-Bains disposava d'un liceu d'ensenyament general amb 1.203 alumnes.

## Poblacions més properes
El següent diagrama mostra les poblacions més properes.